# Tekke von Zall

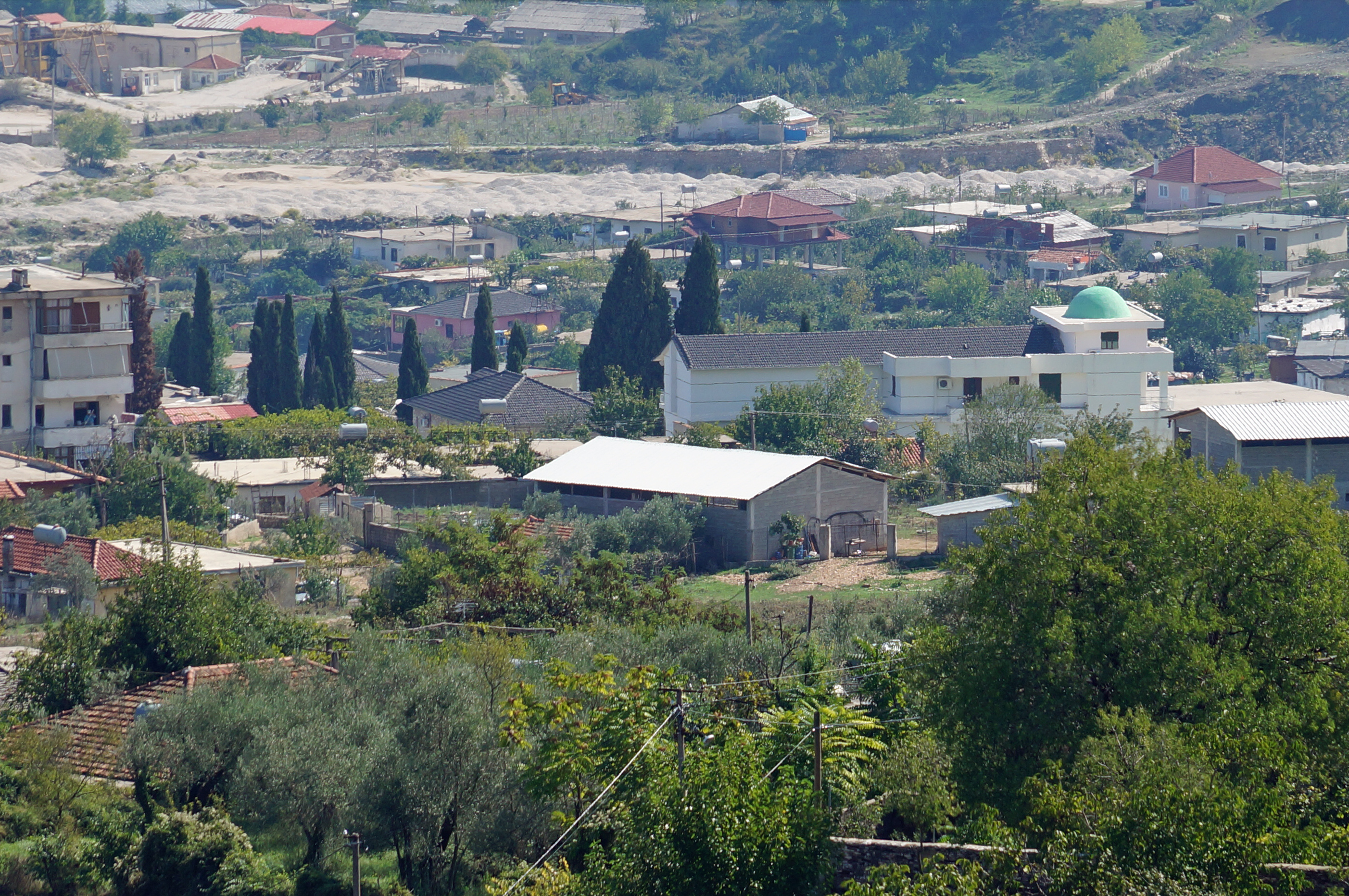
Rückseite des Gebäudes mit der grünen Kuppel

Die Tekke von Zall (albanisch Teqeja e Zallit) oder Âsım-Baba-Tekke ist eine Derwisch-Tekke des schiitisch geprägten Sufiordens der Bektaschiten in der südalbanischen Stadt Gjirokastra. Die Tekke liegt zwischen dem südlichen Stadtteil Manalat und dem Nachbardorf Lazarat.
Inschriften an der Tekke verweisen auf das Jahr 1700. Andere Quellen geben 1780 als Baujahr an, als der Heilige Üsküdarlı Muhammed Âsım Baba, der aus dem Haus des Propheten abstamme, die Tekke gegründet habe. Ihr ursprünglicher Name lautete Große Tekke von Manalat. Âsım Baba kam erst 1780 aus Sulucakarahöyük bei Hacıbektaş nach Gjirokastra. Er war der religiöse Führer von Kara Ali Dede aus Dimetoka und starb 1796. Seine anliegende Türbe wurde von den Bewohnern rege besucht. Die Leiter der Tekke waren Asim Baba (1780–1796), Türk Hasan Baba (1796–1798), Ergirili Süleyman Baba (1798–1806), Ali Baba Gega (1806–1830), Hacı Yahya Baba (1830–1836), Türk İbrâhim Baba (1836–1845), İlbasanlı Hüseyin Baba (1845–1861), Hacı Ali Hakkı Baba (1861–1907) und İlbasanlı Selim Rûhi Baba (1907–1944).
Die Tekke von Zall war die wichtigste Tekke von Gjirokastra und ein Zentrum, von wo aus der Bektaschismus in ganz Albanien verbreitet wurde. Baba Rexheb, dessen Familie über Jahrzehnte die Tekke von Zall betreut hatte, emigrierte in die Vereinigten Staaten und gründete dort die erste Bektaschi-Tekke der USA.
In den Balkankriegen und im Ersten Weltkrieg war griechisches Militär während drei Jahren in der Tekke stationiert. Sie wurde 1916 restauriert und in der Folge wieder von den Derwischen genutzt. In den 1930er Jahren lebten zwölf Derwische dort. Im Zweiten Weltkrieg wurden in der Tekke Obdachlose aufgenommen.
Die Tekke verfügte auch über eine Bibliothek, die 1944 von dem Kommunisten zerstört worden ist. Das Gotteshaus überstand jedoch das Religionsverbot während der kommunistischen Diktatur. Das Gebäude zählt zu den nationalen Kulturdenkmälern Albaniens.